# Eduardo Colombo
Eduardo Colombo (né le 2 septembre 1929 à Quilmes, Argentine et mort le 13 mars 2018 dans le 13e arrondissement de Paris) est un médecin psychiatre, enseignant en psychologie sociale et psychanalyste argentin membre du Quatrième Groupe.
Militant et théoricien anarchiste, d’abord en Argentine puis en France depuis 1970, il contribue à de nombreux ouvrages et titres de la presse libertaire internationale.

## Biographie

### Argentine: premiers engagements, première incarcération

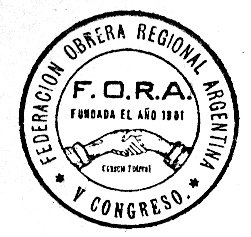
Lodo de la Fédération ouvrière régionale argentine.

En Argentine, dès 1945, où Eduardo Colombo est actif dans les collectifs lycéens et étudiants. Il se rapproche du mouvement libertaire en 1947 et rejoint la Fédération ouvrière régionale argentine à partir de 1948. En 1949, il est emprisonné, avec d’autres militants, pour la publication du journal La Protesta.
À partir de 1961, il est professeur en psychologie sociale dans les universités de La Plata et de Buenos Aires, postes dont il démissionne, en 1966, après que le coup d’État militaire du général Juan Carlos Onganía.

### 1970: exil en France
Il fuit l’Argentine en 1970 et vit depuis à Paris où il poursuit son engagement politique.
Il contribue à de nombreuses revues anarchistes, dont A/Rivista Anarchica (Milan, 1971-1974), La Lanterne noire (Paris, 1974-1978), Volontà (Milan, 1982-1996) et à Réfractions, revue de recherches et expressions anarchistes (France) depuis 1997. Il est aussi adhérent à la Confédération nationale du travail (France) et membre des Éditions CNT-RP.
Il est l'auteur de nombreux essais de psychologie, psychanalyse et de philosophie politique, parmi lesquels La Volonté du peuple, Démocratie et anarchie, publié en 2007, rédigés en espagnol, en italien et en français et traduits en plusieurs langues.

### Psychanalyste
Médecin et psychologue, il commence sa formation de psychanalyste dans l'Association psychanalytique argentine. De 1962 à 1963, il occupe le poste de secrétaire de rédaction de la revue Acta psiquiátrica y psicológica de América Latina. 
Il est membre du Quatrième Groupe, Organisation psychanalytique de langue française (OPLF), école de psychanalyse française, fondée en 1969.

## Publications
- Le problème du Pouvoir : entre psychologie sociale et anarchisme, Les C@hiers de psychologie politique, 28 octobre 2015
- Rete delle Biblioteche Anarchiche e Libertarie (RebAl)
- On Voting, in Robert Graham, Anarchism : A Documentary History of Libertarian Ideas - Volume III - The New Anarchism (1974-2012), Montréal/New-York/London, Black Rose Book, 2012
- The State as Paradigm of Power, Volontá, 1984

### En français
- Avec Amedeo Bertolo, L'Imaginaire subversif: interrogations sur l'utopie, Édition Noir, 1982
- L'alternative libertaire in Rudolf Rocker, Itinéraire : une vie, une pensée, no 4, décembre 1988
- Argentine, naissance d'un mouvement, in Errico Malatesta, Itinéraire : une vie, une pensée, no 5/6, juin 1989
- Prolégomènes à une réflexion sur la violence, 2002
- La Volonté du peuple. Démocratie et anarchie. Éditions CNT-RP / Les Éditions libertaires, Paris, 2007 , traduction en espagnol : La voluntad del pueblo. Democracia y anarquía, Éditions Utopia libertaria, Buenos Aires, 2006 ;
- Une Controverse Des Temps Modernes, La Postmodernité. éditions Acratie, 2014,  (ISBN 978-2-909899-43-5)
- Contre la représentation politique : Trois essais sur la liberté et l’État, Éditions Acratie, 2015